# Probus (Byzanz)
Probus († 306) war Bischof von Byzantion unter Kaiser Diokletian.
Probus war der Sohn des Dometius, der ebenfalls als Bischof der Stadt amtiert hatte. In die 293 beginnende Amtszeit des Probus fällt die Diokletianische Christenverfolgung. Nachfolger des Probus wurde sein Bruder Metrophanes, der erste Bischof der Stadt, über den gesichertere Erkenntnisse vorliegen.